# 452

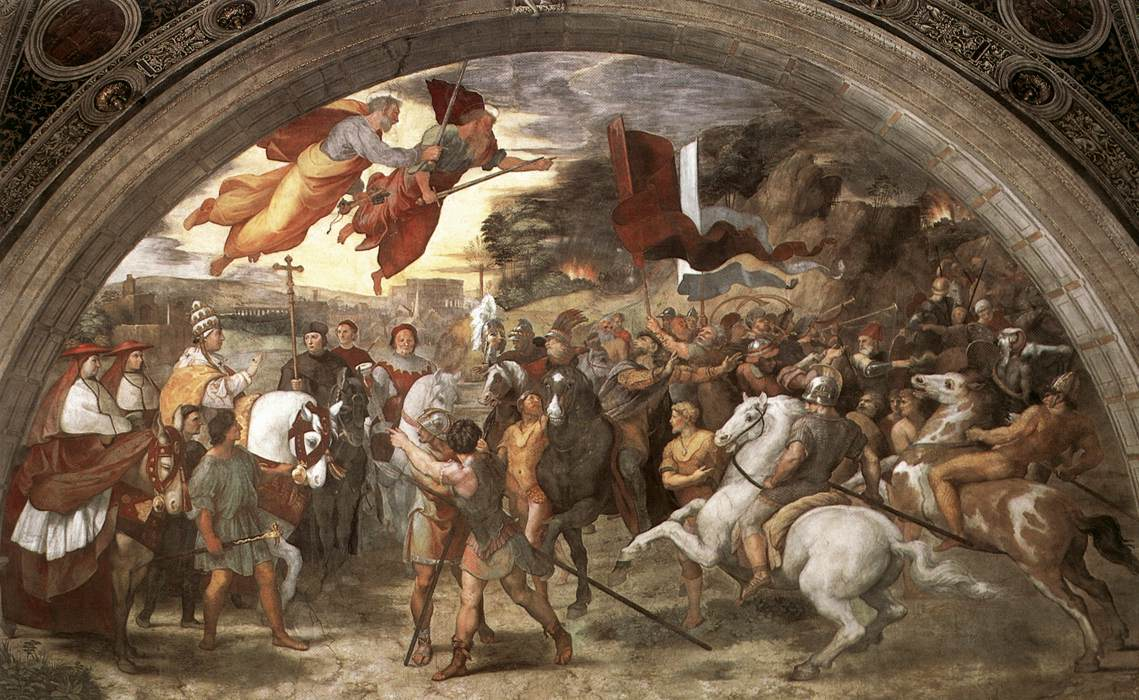
Ontmoeting tussen paus Leo I en Attila

Het jaar 452 is het 52e jaar in de 5e eeuw volgens de christelijke jaartelling.

## Gebeurtenissen

### Europa
- De Visigoten onder leiding van koning Thorismund voeren een campagne tegen de Alanen ten noorden van de rivier de Loire en belegeren tevergeefs Orléans.

### Italië
- De Hunnen onder leiding van Attila vallen Noord-Italië binnen. Ze plunderen o.a. de steden Aquileia, Brescia, Novara, Padua en Verona. Keizer Valentinianus III wordt gedwongen zijn residentie in Ravenna te verlaten en vestigt zich in Rome.
- Valentinianus III stuurt een delegatie onder leiding van paus Leo I naar het Gardameer, waar de Hunnen hun legerkamp hebben opgeslagen. Aan de oevers van de Mincio (Lombardije) weet hij Attila met grote sommen goud te overtuigen Rome niet te plunderen en zich terug te trekken uit Italië.

### China
- De 12-jarige Wen Cheng Di (r. 452-465) volgt zijn oom Nan An Wang op als keizer van de Noordelijke Wei-Dynastie. Hij breidt tijdens zijn regeringsperiode het Chinese Keizerrijk verder zuidwaarts uit tot aan de Yangtze ("Blauwe Rivier").

### Afrika
- 11 december - Laatste inscriptie in demotisch schrift op de muur van de tempel van Isis, in Philae, Egypte.